# Kościół św. Barbary w Ożarowicach
Kościół św. Barbary w Ożarowicach – rzymskokatolicki kościół filialny należący do parafii św. Barbary w Ożarowicach (dekanat siewierski diecezji sosnowieckiej).
Jest to świątynia wzniesiona w 1781 roku jako kościół dworski. Została ufundowana przez Felicjana Bontaniego, współwłaściciela Ożarowic. Budowla jest orientowana, niewielka, wybudowana z kamienia i otynkowana. Kościół został zaprojektowany na planie prostokąta i nakryty został dachem dwuspadowym, ozdobionym sygnaturką. Od strony południowej jest dobudowana zakrystia. Głównym elementem świątyni jest fasada główna, posiadająca ozdobny, barokowy szczyt.